# كيمبرلي كين
كيمبرلي كين (بالإنجليزية: Kimberly Kane)‏ من مواليد 28 أغسطس 1983 هي ممثلة إباحية أمريكية.

## وصلات خارجية
- كيمبرلي كين على موقع IMDb (الإنجليزية)
- كيمبرلي كين على موقع ألو سيني (الفرنسية)
- كيمبرلي كين على موقع أول موفي (الإنجليزية)
- كيمبرلي كين على موقع قاعدة بيانات الفيلم (الإنجليزية)
- كيمبرلي كين على موقع كينوبويسك (الروسية)